# Anders Samuelsen

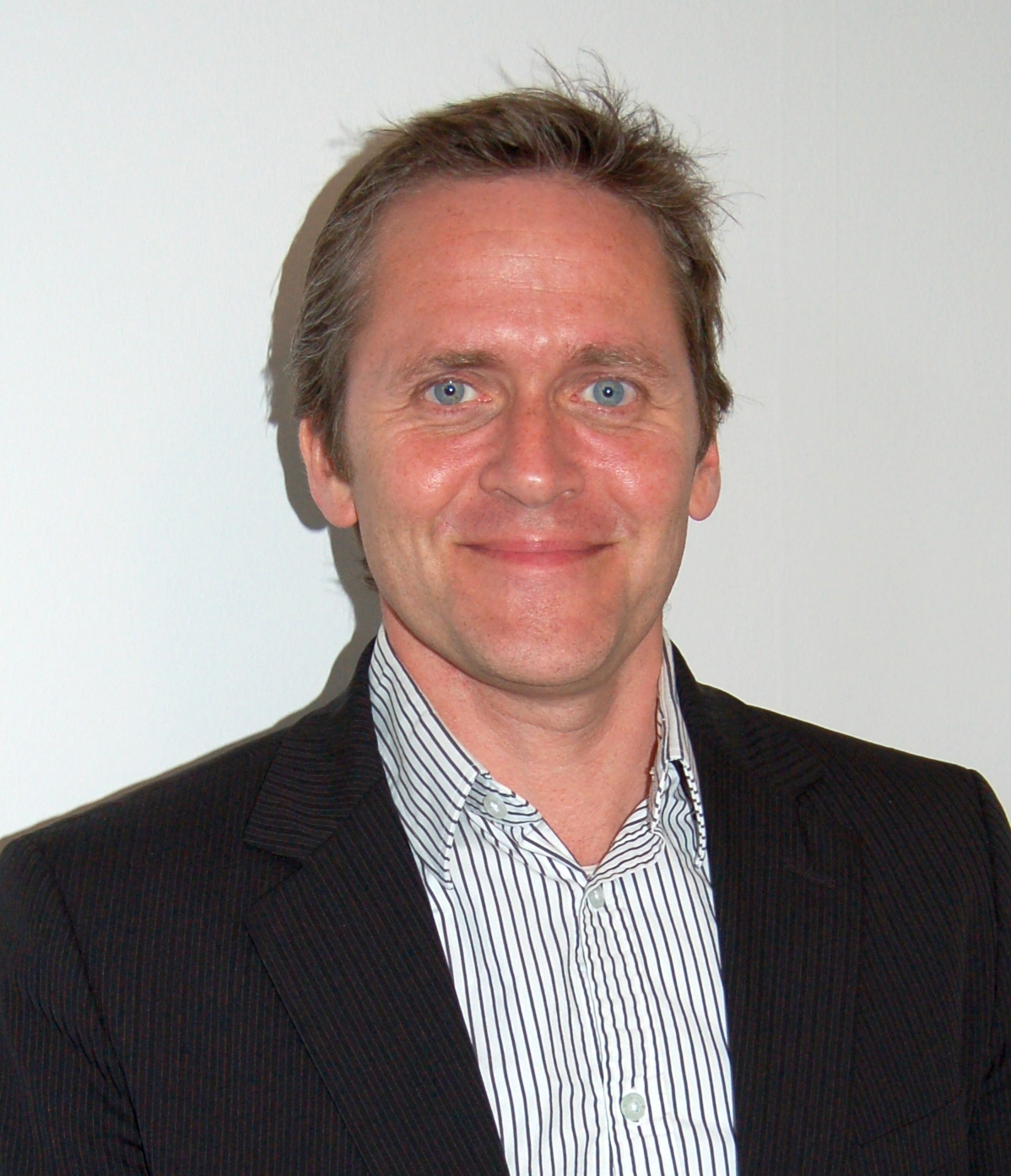
Anders Samuelsen (2010)

Anders Samuelsen este un om politic danez, membru al Parlamentului European în perioada 2004-2009 din partea Danemarcii.
1. ↑  Anders Samuelsen, Store norske leksikon
2. ↑  Deputații în Parlamentul European